# Bilhó
Bilhó é uma povoação portuguesa sede da Freguesia de Bilhó do Município de Mondim de Basto, freguesia com 28,12 km² de área e 429 habitantes (censo de 2021), tendo, por isso, uma densidade populacional de 15,3 hab./km².
A aldeia de Bilhó tem como principal cartão de visita o seu património natural, tendo como principal atracção as conhecidas quedas de água do Rio Cabrão.
Esta aldeia é também conhecida pela festa em honra de S. Bartolomeu que se realiza no dia 24 de Agosto, sendo uma das maiores festas da região atraindo imensa gente para a sua majestosa procissão.
A freguesia agrega ainda os lugares de Anta, Bobal, Cavernelhe, Covelo, Pioledo, Travassos e Vila Chã.

## Demografia
A população registada nos censos foi:
| Distribuição da População por Grupos Etários | Distribuição da População por Grupos Etários | Distribuição da População por Grupos Etários | Distribuição da População por Grupos Etários | Distribuição da População por Grupos Etários |
| -------------------------------------------- | -------------------------------------------- | -------------------------------------------- | -------------------------------------------- | -------------------------------------------- |
| Ano                                          | 0-14 Anos                                    | 15-24 Anos                                   | 25-64 Anos                                   | > 65 Anos                                    |
| 2001                                         | 137                                          | 125                                          | 330                                          | 171                                          |
| 2011                                         | 75                                           | 59                                           | 255                                          | 157                                          |
| 2021                                         | 31                                           | 45                                           | 208                                          | 145                                          |